# Sauveterre-Saint-Denis
Sauveterre-Saint-Denis è un comune francese di 464 abitanti situato nel dipartimento del Lot e Garonna nella regione della Nuova Aquitania.

## Società

### Evoluzione demografica
Abitanti censiti